# Enric
Enric o Henric és un nom per a home i cognom corrent a tot el domini lingüístic del català. La versió d'aquest nom per a dona és Enriqueta o Henriqueta.

## Etimologia
Deriva de la versió normanda del nom germànic Haimrich.
En el nom s'hi pot veure un haim que designa llar o casa o bé tenim que aquest haim pot derivar de hagan, el qual designa granja. Hi tenim també un rîhhi el qual designa poderós i príncep alhora. Així tenim que Enric pot voler dir "el senyor de la casa" o "el senyor de la granja".

## En altres llengües
- Alemany: Heinrich
- Anglès: Henry
- Àrab: هنري (Hanrí)
- Castellà: Enrique
- Danès, hongarès, noruec i suec: Henrik
- Esperanto: Henriko
- Francès: Henri
- Gal·lès: Harri
- Italià: Enrico
- Llatí: Henricus
- Neerlandès: Hendrik
- Polonès: Henryk
- Portuguès: Henrique

## Personatges
- beat Enric de Bolzano
- beat Enric de Vitskøl
- beat Enric el Sabater
- Enric II del Sacre Imperi Romanogermànic, el Sant
- Enric VIII d'Anglaterra
- Enric Casassas i Simó
- Enric Casasses i Figueres
- Enric el Navegant
- Enric Granados
- Enric Morera
- Enric Masip
- Enric Miralles
- Enric Prat de la Riba
- Enric Sagnier
- Enric Valor
- Enrico Berlinguer
- Enrico Caruso
- Enrico Fermi
- Enrique Iglesias
- Heinrich Böll
- Heinrich Heine
- Heinrich Himmler
- Heinrich von Kleist
- Henri Bergson
- Henri Matisse
- Henrik Ibsen
- Henry Fonda
- Henry Ford
- Henry Kissinger
- Henry Wadsworth Longfellow
- Henry David Thoreau
- Henryk Sienkiewicz